# Croquet

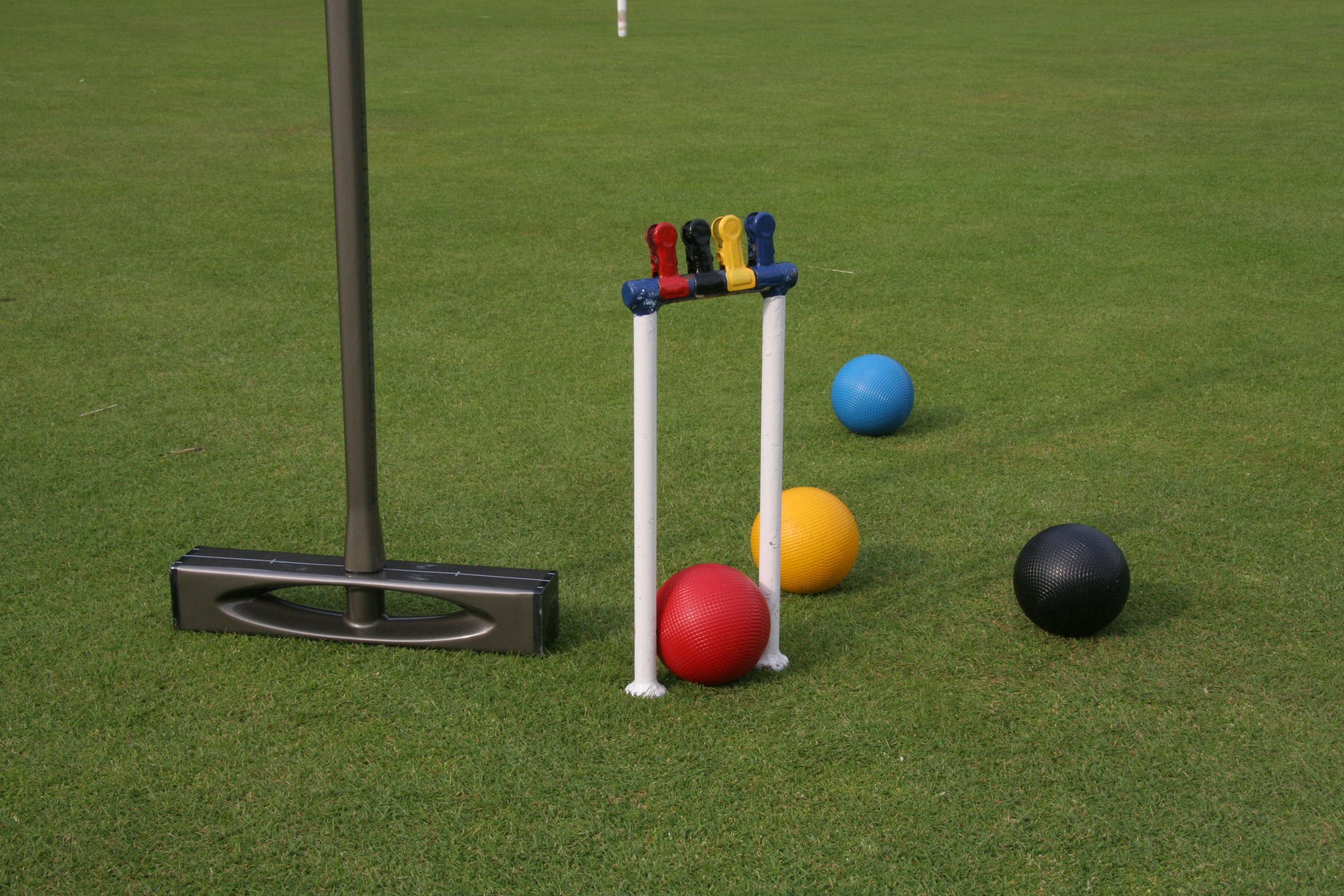
Echipament modern de croquet

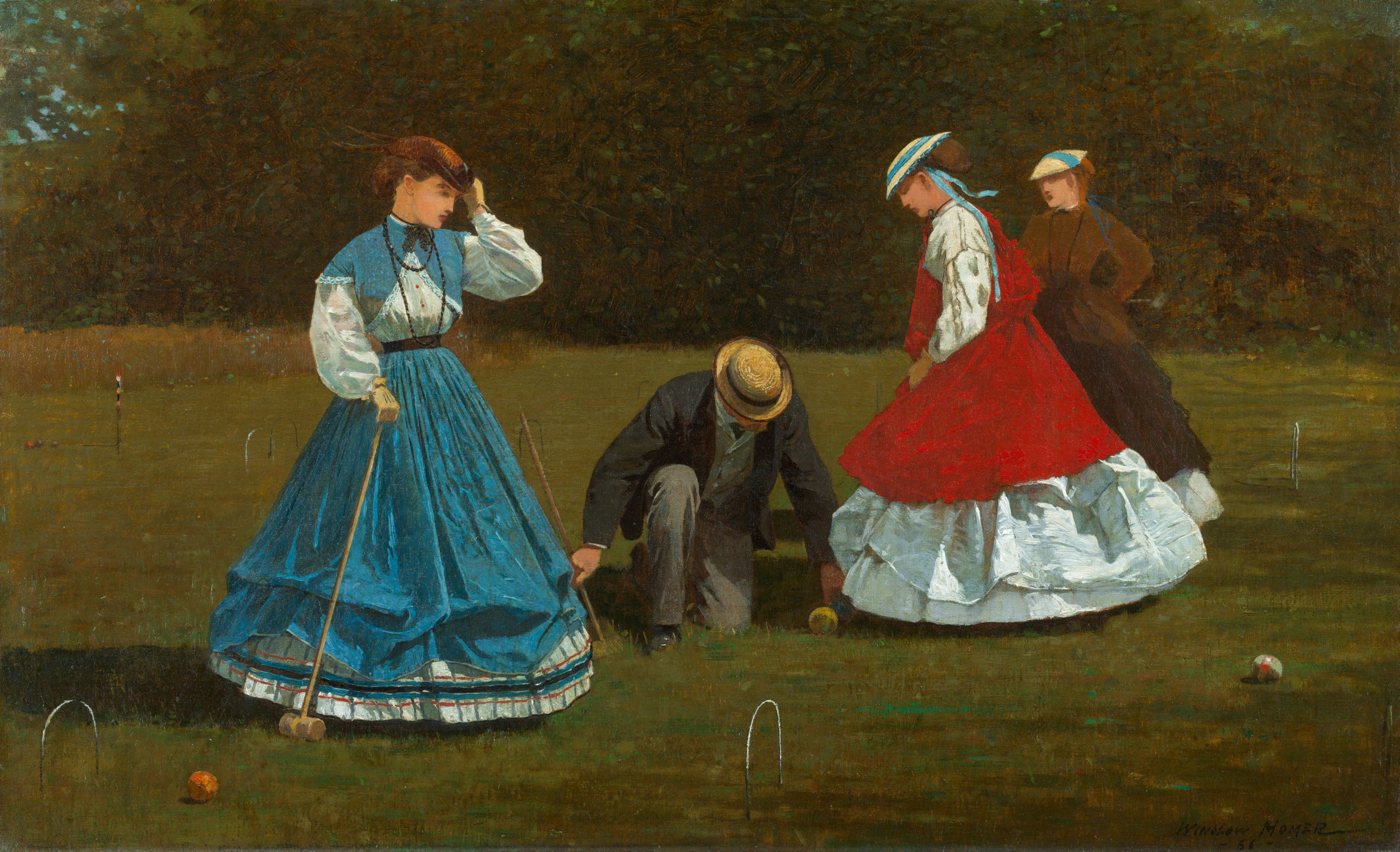
Winslow Homer: Croquet, 1864

Croquetul (sau crochet) este un joc sportiv în care jucătorii, cu ajutorul unor ciocănașe de lemn, încearcă să ducă o minge în porțile oponentului. Există câteva variante de croquet pentru care sunt scrise regulile, dar în general el este o metodă de petrecere a timpului liber. Nu trebuie confundat cu cricketul.

## Reguli
Unele reguli sunt uneori interpretate incorect. Este necesar de acordat atenție următoarelor condiții pentru a juca croquet:
1. la începutul jocului, mingea este instalată pe linia de pornire (pe linia curții) și nu pe distanța dintre lungimea ciocanului și primul gol;
2. se poate bloca bilele înainte să treacă prima poartă (de îndată ce acestea sunt introduse pe câmpul de joc);
3. se joacă bilele, care nu aderă la secvența de culori;
4. este interzis ținerea mingii cu piciorul în timpul unui crochet;
5. este posibil de lovit mingea numai cu suprafețele de impact ale ciocanului (capul);
6. numai bilele care au trecut prin cele 12 porti (mingea rogue, mingea rover) pot finaliza jocul prin lovirea cu piciorul;
7. într-o lovitură de crocket, bila încovoiată trebuie să se miște sau să vibreze;
8. nu trebuie atins capul ciocanului în timp ce loviți.